# Padangan (Padangan)
Padangan is een bestuurslaag in het regentschap Bojonegoro van de provincie Oost-Java, Indonesië. Padangan telt 5509 inwoners (volkstelling 2010).